# CATL
Contemporary Amperex Technology Co., Limited (CATL) é uma fabricante chinesa de baterias e empresa de tecnologia fundada em 2011, especializada na fabricação de baterias de íons de lítio para veículos elétricos e sistemas de armazenamento de energia, bem como sistemas de gerenciamento de baterias (BMS). A CATL é o maior fabricante de veículos elétricos e baterias de armazenamento de energia do mundo, com uma quota de mercado global de cerca de 37% e 40%, respetivamente, em 2023.
A CATL foi fundada em Ningde, o que se reflete em seu nome chinês ('era Ningde'). A empresa começou como uma cisão da Amperex Technology Limited (ATL), uma empresa anterior fundada por Robin Zeng em 1999. A ATL inicialmente fabricou baterias de polímero de lítio com base em tecnologia licenciada. Em 2005, a ATL foi adquirida pela empresa japonesa TDK, mas Zeng continuou como gerente da ATL. Em 2011, um grupo de investidores chineses, liderado por Zeng e pelo vice-presidente Huang Shilin, separou as operações de baterias EV da ATL na nova empresa CATL após adquirir uma participação de 85%. A antiga empresa-mãe TDK manteve a sua participação de 15% na CATL até 2015. Zeng aplicou estilos de gestão da TDK e da Huawei à sua empresa.